# Курув-Мали
Курув-Мали (пол. Kurów Mały, нім. Klein Kauer) — село в Польщі, у гміні Єжманова Ґлоґовського повіту Нижньосілезького воєводства.
Населення — 120 осіб (2011).
У 1975-1998 роках село належало до Легницького воєводства.

## Демографія
Демографічна структура станом на 31 березня 2011 року:
|          | Загалом | Допрацездатний вік | Працездатний вік | Постпрацездатний вік |
| -------- | ------- | ------------------ | ---------------- | -------------------- |
| Чоловіки | 68      | 20                 | 45               | 3                    |
| Жінки    | 52      | 17                 | 31               | 4                    |
| Разом    | 120     | 37                 | 76               | 7                    |